# 코르사코프 (사할린주)

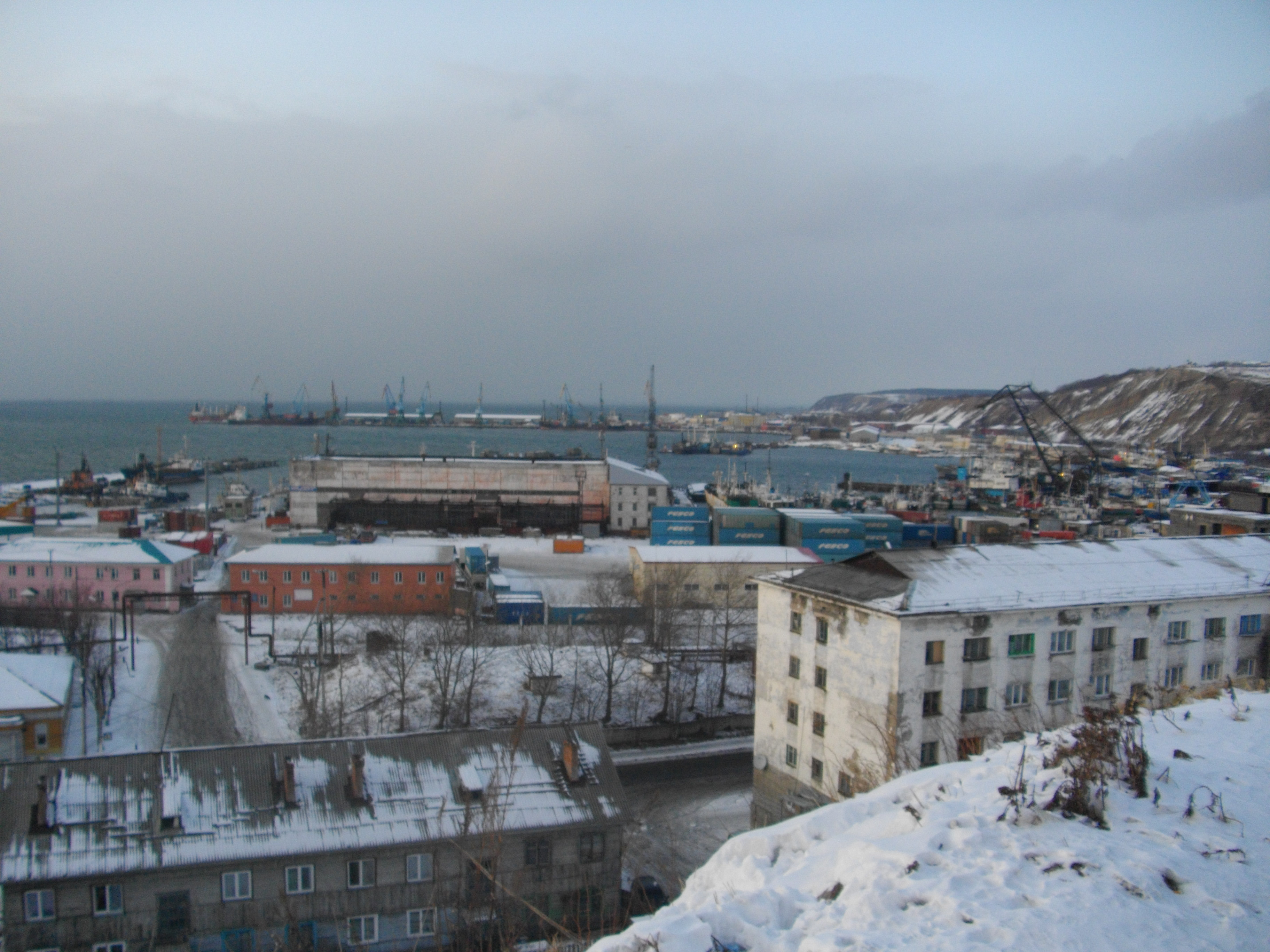
코르사코프 항구 모습(2011년)

코르사코프(러시아어: Корса́ков)는 러시아 사할린주 코르사콥스키 군에 속한 도시이다.
아니바에서 가깝고, 42km 지점에 유즈노사할린스크가 위치해 있다.
인구는 33,203명(2018년)이다.
1853년에 건설되었다. 1905년에서 1946년까지는 일본 제국 가라후토 청의 오도마리 정(일본어: 大泊町)이었고, 1946년부터는 코르사코프로 다시 개칭되었다.
일본이 지배할 당시 수천 명의 한인들을 노동자로 징집해왔으며, 이들의 후손들이 다수 거주하고 있다.

## 인구
1897년에는 1,700명, 1959년에는 32,900명, 1992년엔 45,300명이었다가 소련 해체 이후 현재까지 감소세를 보여 2018년엔 33,203명이 되었다.